# 존재한 적 없는 사나이
존재한 적 없는 사나이(The Man Who Never Was)는 영국에서 제작된 로널드 님 감독의 1954년 전쟁, 드라마 영화이다. 클리프톤 웹 등이 주연으로 출연하였고 앤드레 해킴 등이 제작에 참여하였다.

## 출연

### 주연
- 클리프톤 웹
- 글로리아 그레이엄

### 조연
- 로버트 플레밍
- 조시핀 그리핀
- 스티븐 보이드
- 로렌스 네스미스
- 제프리 킨
- 몰트리 켈샐
- 시릴 쿠삭
- 안드레 모렐
- 마이클 홀든
- 앨런 커스버트슨
- 조안 힉슨
- 터렌스 롱던
- 깁 맥러플린
- 마일즈 맬리슨
- 윌리엄 스퀴어
- 리처드 워티스

## 제작진
- 원작자: 이웬 몬터거
- 협력프로듀서: 밥 맥노트